# نهنگ میان‌دندان
نهنگ‌های میان‌دندان (نام علمی: Mesoplodon)، یک سرده با ۱۴ گونه از خانواده نوک‌نهنگان هستند. خانواده نوک‌نهنگان بزرگترین راسته در میان آب‌بازسانان را تشکیل می‌دهد. دو گونه از اعضای این سرده به تازگی کشف شده‌اند (نوک‌نهنگ کوتوله در سال ۱۹۹۱ و نوک‌نهنگ پرین در سال ۲۰۰۲) و آب‌بازشناسان احتمال می‌دهند در آینده گونه‌های بیشتری شناسایی شوند. این گروه از جانوران کم‌شناخته شده‌ترین گروه پستانداران بر روی زمین هستند. نام «میان‌دندان» از ترکیبی یونانی به صورت meso (میان) و hopla (مسلح) و odon (دندان) آمده و می‌توان آن را به صورت «جانوری مسلح به دندان در میانه فک» بازگردانی کرد.

## گونه‌ها
نام گونه‌ها بر پایه ترتیب الفبایی به همراه نام دوجمله‌ای:
- نوک‌نهنگ آنتیل، M. europaeus
- نوک‌نهنگ برینگ، M. stejnegeri
- نوک‌نهنگ بلنویل، M. densirostris
- نوک‌نهنگ بیل‌دندان، M. traversii
- نوک‌نهنگ پرین، M. perrini
- نوک‌نهنگ پهن‌دندان، M. bowdoini
- نوک‌نهنگ ترو، M. mirus
- نوک‌نهنگ ژینکودندان، M. ginkgodens
- نوک‌نهنگ ساوربی، M. bidens
- نوک‌نهنگ کوتوله، M. peruvianus
- نوک‌نهنگ گری، M. grayi
- نوک‌نهنگ لایارد، M. layardii
- نوک‌نهنگ هابز، M. carlhubbsi
- نوک‌نهنگ هکتور، M. hectori